# Uruffe
Uruffe (pronunciación en francés: /yʁyf/) es una población y comuna francesa, en la región de Lorena, departamento de Meurthe y Mosela, en el distrito de Toul y cantón de Colombey-les-Belles.

## Geografía
El pueblo está atravesado por el arroyo Deuille (2,906 km), que desemboca más abajo en el Aroffe (4,704 km).
Según los datos de Corine Land Cover, en 2011 el municipio, de 1.297 hectáreas, estaba formado por casi un 35% de bosques, un 63% de praderas y tierras agrícolas y un 2% de zonas urbanizadas.
La forma del territorio comunal sugiere que el municipio estaba vinculado a su vecino Gibeaumeix, y de hecho las crónicas históricas los relacionan en la gestión de lo espiritual.

## Demografía
| 404 | 367 | 320 | 280 | 311 | 326 |
| Para los censos de 1962 a 1999 la población legal corresponde a la población sin duplicidades (Fuente: INSEE [Consultar]) |     |     |     |     |     |

## Urbanismo

### Tipología
Uruffe es un municipio rural, ya que forma parte de los municipios con baja o muy baja densidad de población, según la definición de la tabla de densidad comunal del Insee.Además, el municipio no es un imán para las ciudades.

## Uso del suelo
El uso del suelo del municipio, según revela la base de datos biofísica europea Corine Land Cover (CLC), se caracteriza por la importancia de las tierras agrícolas (52,2% en 2018), una proporción aproximadamente equivalente a la de 1990 (50,8%). El desglose detallado en 2018 es el siguiente: bosques (45,6%), tierras de cultivo (36,8%), pastizales (15,4%), zonas urbanizadas (2,1%), vegetación arbustiva y/o herbácea (0,1%). La evolución de los usos del suelo en el municipio y de sus infraestructuras puede observarse en las distintas representaciones cartográficas de la zona: la Carta de Cassini (siglo XVIII), La Carta del Personal (1820-1866) y los mapas del IGN o fotos aéreas del periodo actual (1950 hasta la actualidad) 

## Toponimia
Rufia (707-735); Rufiaco villa (siglo X); Uruffiæ (1402); Huruffe (1516) son las grafías que figuran en el Dictionnaire topographique de la Meurthe.

## Historia

### Prehistoria y antigüedad
Jules Beaupré, en su repertorio arqueológico, menciona raros vestigios de ocupación del municipio antes de la Edad Media:
«Hacia 1830, descubrimiento de dos esqueletos cuyas cabezas estaban protegidas por piedras (Olry).» — Calzada romana conocida como Chemin Brabant .

### Edad Media
El pueblo se menciona en documentos antiguos ya en el siglo VIII, pero según la monografía municipal, no hay registros anteriores a 1650. Henri Lepage nos dice, en su breve nota, que:
En 1455, Eduardo, conde de Bar, eximió a los habitantes de Uruffe, prebostazgo de Gondrecourt, de 12 deniers por conducto; esta exención fue confirmada por Ferry de Bar; en 1465, el rey René unió la ciudad de Uruffe al prebostazgo de Foug y cuando se crearon los nuevos bailliages, en 1751, Uruffe quedó bajo la jurisdicción de Lamarche. 
En desacuerdo con estas fechas, el abate Grosse añade en su obra que existía un castillo-feudo en Uruffe, que pertenecía a los señores de Vassimont. En efecto, según un pergamino conservado en el castillo de Foug:
«Las zanjas, cuyos vestigios aún pueden verse alrededor del cementerio actual, sugieren que en el centro había un castillo fortificado, a partir de cuyos restos se construyó y destruyó la iglesia para dar lugar a la que existe hoy en día en el centro del pueblo.»
Esta pobreza se vio sin duda agravada por la situación del pueblo en la orilla oriental del Mosa, en la frontera entre los territorios bajo la influencia del rey de Francia y los leales al Sacro Imperio Germánico (Le Barois Mouvant).
La monografía de la ciudad también hace referencia a la devastación causada por la Guerra de los Treinta Años (entre 1630 y 1636) e incluso más allá, desde 1648 (Paz de Westfalia) hasta 1659.
Según Lepage, tras descender a sólo 180 personas hacia 1707, el número de habitantes aumentó a 418 en 1750 e incluso a 600 en 1810, señal de un innegable desarrollo antes y después de la Revolución Francesa.

### SigloXX

#### Segunda Guerra Mundial
Durante la Segunda Guerra Mundial, se instaló en la zona un campo de tránsito alemán para prisioneros de guerra franceses.

#### El escándalo del cura de Uruffe
El escándalo del cura de Uruffe fue un acontecimiento noticioso en la década de 1950. Se refiere al crimen cometido por el sacerdote católico Guy Desnoyers.
Guy Desnoyers, hijo de campesinos, fue ordenado sacerdote en 1946. En julio de 1950, es nombrado párroco de Uruffe. Era un sacerdote muy activo y apreciado por sus feligreses, y se hizo famoso por organizar a los jóvenes de la zona en un equipo de fútbol. Sin embargo, al mismo tiempo, Desnoyers mantuvo relaciones con varias mujeres. En 1953, concibió un hijo con una chica de quince años, Michèle L. La convenció para que diera a luz en secreto y abandonara a su hijo. En 1956, tuvo otra relación con Régine Fays, una joven de diecinueve años de Uruffe, a la que sedujo en las actividades teatrales que había creado; también se quedó embarazada. Desnoyers consiguió convencer al padre de Régine de que su amante era un joven del pueblo que había ido a luchar a la guerra de Argelia. Régine prometió guardar el secreto sobre el padre, pero se negó a dar a luz en secreto.
El 3 de diciembre de 1956, poco antes de la fecha prevista para el parto, un asustado Desnoyers disparó a su amante en la cabeza en una carretera. A continuación, le practicó una cesárea para extraerle la criatura de sexo femenino que llevaba en su vientre. A continuación, bautizó y mató al bebé, cortándole la cara para que no lo reconocieran. Al día siguiente, colaboró en la búsqueda de los cadáveres, alegando que conocía al asesino pero que no podía desenmascararlo debido a las obligaciones impuestas por la recepción de confesiones. El 5 de diciembre confesó su crimen. El 26 de enero de 1958 fue condenado por el Tribunal de Primera Instancia de Nancy a trabajos forzados de por vida. Fue liberado en agosto de 1978 y se retiró a un monasterio de Bretaña, donde murió en 2010.

#### La muerte misteriosa de la pensionista
También es el lugar de un caso asociado a la combustión humana espontánea, con la muerte inexplicable de la pensionista Ginette Kazmierczak en su domicilio la noche del 11 al 12 de mayo de 1977.

## Personalidades vinculadas al municipio
- Jean d'Ourches señor de Ourches, Uruffe, Sorcy Saint-Martin y Montbras.[20]
- Benoît Cachedenier de Vassimon, (1701-1776), Maestro de Cuentas de Barrois.[21]
- Antoine Benoît Cachedenier de Vassimon (1730-1798?), Señor de Brin-sur-Seille y Uruffe, hijo mayor de Benoît, consejero desde 1753 de la Soberana Corte de Lorena y Barrois con sede en Nancy.
- Guy Desnoyers (1920-2010), cura del pueblo de 1950 a 1956, que asesinó a su amante y al niño que llevaba encinta, del que era padre.